# Epistominita
Epistominita es un género de foraminífero bentónico de la subfamilia Epistomininae, de la familia Epistominidae, de la superfamilia Ceratobuliminoidea, del suborden Robertinina y del orden Robertinida. Su especie tipo es Epistominita sudaviensis. Su rango cronoestratigráfico abarca desde el Oxfordiense (Jurásico superior) hasta la Cretácico inferior.

## Clasificación
Epistominita incluye a la siguiente especie:
- Epistominita sudaviensis